# بات فرانك
بات فرانك (بالإنجليزية: Pat Frank)‏ (5 مايو 1908، شيكاغو في الولايات المتحدة - 12 أكتوبر 1964، جاكسونفيل في الولايات المتحدة)؛ كاتب، صحفي وروائي أمريكي.

## روابط خارجية
- بات فرانك على موقع IMDb (الإنجليزية)
- بات فرانك على موقع قاعدة بيانات برودواي على الإنترنت (الإنجليزية)
- بات فرانك على موقع قاعدة بيانات الفيلم (الإنجليزية)